# Кантрі-Клаб (Флорида)
Кантрі-Клаб (англ. Country Club) — переписна місцевість (CDP) в США, в окрузі Маямі-Дейд штату Флорида. Населення — 49 967 осіб (2020).

## Географія
Кантрі-Клаб розташоване за координатами 25°56′27″ пн. ш. 80°18′39″ зх. д. / 25.94083° пн. ш. 80.31083° зх. д. (25.940972, -80.310949).  За даними Бюро перепису населення США в 2010 році переписна місцевість мала площу 11,49 км², з яких 10,72 км² — суходіл та 0,77 км² — водойми.

## Демографія
Згідно з переписом 2010 року, у переписній місцевості мешкало 47 105 осіб у 16 253 домогосподарствах у складі 12 497 родин. Густота населення становила 4098 осіб/км².  Було 17754 помешкання (1545/км²).
Расовий склад населення:
| - 77,4 % — білих - 13,3 % — чорних або афроамериканців - 1,9 % — азіатів - 0,1 % — корінних американців - 4,9 % — осіб інших рас |

До двох чи більше рас належало 2,4 %. Частка іспаномовних становила 78,8 % від усіх жителів.
За віковим діапазоном населення розподілялося таким чином: 25,0 % — особи молодші 18 років, 66,5 % — особи у віці 18—64 років, 8,5 % — особи у віці 65 років та старші. Медіана віку мешканця становила 33,7 року. На 100 осіб жіночої статі у переписній місцевості припадало 86,6 чоловіків;  на 100 жінок у віці від 18 років та старших — 81,5 чоловіків також старших 18 років.
Середній дохід на одне домашнє господарство  становив 54 143 долари США (медіана — 44 161), а середній дохід на одну сім'ю — 57 455 доларів (медіана — 46 050). Медіана доходів становила 31 994 долари для чоловіків та 33 673 долари для жінок. За межею бідності перебувало 19,7 % осіб, у тому числі 24,2 % дітей у віці до 18 років та 19,0 % осіб у віці 65 років та старших.
Цивільне працевлаштоване населення становило 24 704 особи. Основні галузі зайнятості: освіта, охорона здоров'я та соціальна допомога — 19,4 %, науковці, спеціалісти, менеджери — 13,1 %, роздрібна торгівля — 10,8 %, мистецтво, розваги та відпочинок — 9,6 %.